# Starfire Sports
Le Starfire Sports est un stade omnisports américain situé à Tukwila, dans la banlieue sud de Seattle, dans l'État de Washington. Il est principalement destiné à la pratique du soccer et au rugby à XV.
Le stade, doté de 4 500 places, sert d'enceinte à domicile à l'équipe de rugby à XV des Seawolves de Seattle, ainsi qu'à l'équipe de soccer féminine des Sounders de Seattle.

## Histoire
Localisé au bord de la Green River au sud de Seattle, le stade est géré par l'organisme sans but lucratif Starfire Sports (avec un bail d'exploitation de 40 ans signé avec la ville de Tukwila). Au moment de son ouverture, le PDG Chris Slatt affirme qu'il s'agissait du « plus grand complexe de football en gazon synthétique des États-Unis »,.
À l'époque connu sous le nom de Fort Dent Park, on pouvait à l'époque pratiquer le cricket et le softball au stade,.
À partir de l'été 2004, et ce jusqu'à décembre 2007, l'équipe anglaise de Manchester United offre une formation à Starfire dans le cadre de son programme d'école de football.

## Événements
| Date        | Équipes                  | Compétition                      | Affluence |
| ----------- | ------------------------ | -------------------------------- | --------- |
| 2 mars 2019 | États-Unis 25-32 Uruguay | Americas Rugby Championship 2019 | NC        |
| 8 mars 2019 | États-Unis 30-25 Canada  | Americas Rugby Championship 2019 | NC        |